# NGC 6055
إن جي سي 6055 (بالألمانية: NGC 6055) التي يرمز لها بالرمز NGC 6055، هي مجرة، في كوكبة الجاثي.

## الاكتشاف
اكتشفت في 8 يونيو 1886، بواسطة لويس سويفت.